# Marcin Mortka

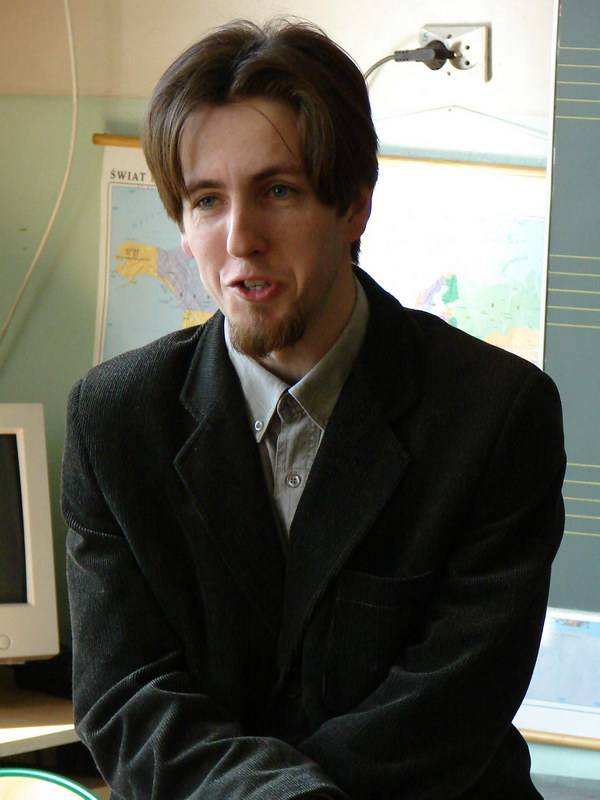
Marcin Mortka w 2007

Marcin Mortka (ur. 5 kwietnia 1976 w Poznaniu) – polski pisarz literatury fantasy i tłumacz z języka angielskiego.

## Życiorys
Absolwent skandynawistyki na Wydziale Neofilologii Uniwersytetu im. Adama Mickiewicza w Poznaniu. Miłośnik i popularyzator RPG, autor wielu artykułów poświęconych tej tematyce w czasopismach „Portal” oraz „Magia i Miecz”.
Z zawodu pilot wycieczek zagranicznych (wąska specjalizacja – Islandia) oraz nauczyciel języka angielskiego i norweskiego, dawniej związany z Zespołem Szkół w Pobiedziskach, I Liceum Ogólnokształcącym im. Karola Marcinkowskiego w Poznaniu, a także ze Szkołami Języków Obcych „Program-Bell” i „Empik”; obecnie prowadzi własną Szkołę Językową „Willows”.
Zadebiutował literacko powieścią fantasy Ostatnia saga (2003), której akcja toczy się w średniowiecznej Skandynawii w okresie wprowadzania chrześcijaństwa. W rozgrywającej się podczas II wojny światowej powieści Wojna runów pojawiły się pewne nawiązania do wątków Ostatniej sagi. Trzecia część, Świt po bitwie, kontynuuje wątki pierwszej z tych powieści.
Do tematyki skandynawskiej powraca w dziele Ragnarok 1940 – rzeczywistości alternatywnej przedstawiającej Europę w XX wieku, podzieloną na świat chrześcijański i pogański. Jego kolejne pozycje to trylogia Miecz i kwiaty, powieść historyczno-fantastyczna, której akcja toczy się w trakcie trzeciej krucjaty, oraz Martwe Jezioro, pierwsza opowieść heroic fantasy w dorobku autora.
Od 2012 roku książki Marcina Mortki kierowane są nie tylko do młodzieży i dorosłych. Wśród nowych tytułów pojawiają się również opowiadania dla najmłodszych.

## Publikacje

### Powieści i zbiory opowiadań
Trylogia nordycka
Ostatnia saga (Runa 2003, reedycja z dodatkowym opowiadaniem Uroboros 2015)
Wojna runów (Runa 2004, reedycja Uroboros 2015)
Świt po bitwie (Runa 2007, reedycja z dodatkowym opowiadaniem Uroboros 2015)
Karaibska krucjata
Karaibska krucjata. Płonący Union Jack (Runa 2005, Fabryka Słów 2011)
Karaibska krucjata. La Tumba de los Piratas (Runa 2006, Fabryka Słów 2011)
Karaibska odyseja. Bazyliszek, sztorm i morski kamień (Wydawnictwo Sine Qua Non 2023)
Ragnarok 1940
Ragnarok 1940, tom 1 (Fabryka Słów 2007)
Ragnarok 1940, tom 2 (Fabryka Słów 2008)
Miecz i kwiaty
Miecz i kwiaty, tom 1 (Fabryka Słów 2008)
Miecz i kwiaty, tom 2 (Fabryka Słów 2009)
Miecz i kwiaty, tom 3 (Fabryka Słów 2010)
Przygody Madsa Voortena
Martwe Jezioro (Fabryka Słów 2011)
Druga Burza (Fabryka Słów 2012)
Mroźny szlak. Straceńcy Madsa Voortena. Tom 1 (Wydawnictwo Sine Qua Non 2022)
Utracona godzina. Straceńcy Madsa Voortena. Tom 2 (Wydawnictwo Sine Qua Non 2022)
Widmowy Zagon. Straceńcy Madsa Voortena. Tom 3 (Wydawnictwo Sine Qua Non 2022)
Drużyna do zadań specjalnych
Nie ma tego Złego (Wydawnictwo Sine Qua Non 2021)
Głodna puszcza (Wydawnictwo Sine Qua Non 2021)
Przed wyruszeniem w drogę (Wydawnictwo Sine Qua Non 2022)
Skrzynia pełna dusz (Wydawnictwo Sine Qua Non 2022)
Koszyczek dla Doli (Wydawnictwo Sine Qua Non 2022)
Powrót do Gryfa (Wydawnictwo Sine Qua Non 2023)
Szary płaszcz (Wydawnictwo Sine Qua Non 2024)
Dola i Los (Wydawnictwo Sine Qua Non 2024)
Opowieści o wikingu Tappim
Przygody Tappiego z Szepczącego Lasu (Zielona Sowa 2012)
Podróże Tappiego po Szumiących Morzach (Zielona Sowa 2013)
Wędrówki Tappiego po Mruczących Górach (Zielona Sowa 2014)
Tarapaty Tappiego w Magicznym Ogrodzie (Zielona Sowa 2015)
Wyprawa Tappiego na Ognistą Wyspę (Zielona Sowa 2016)
Ekspedycja Tappiego w Wielkie Nieznane (Zielona Sowa 2018)
Powrót Tappiego do Szepczącego Lasu (Zielona Sowa 2020)
Tappi i przyjaciele
Tappi i urodzinowe ciasto (Zielona Sowa 2013)
Tappi i pierwszy śnieg (Zielona Sowa 2013)
Tappi i niezwykłe miejsce (Zielona Sowa 2014)
Tappi i poduszka dla Chichotka (Zielona Sowa 2014)
Tappi i wielka burza (Zielona Sowa 2015)
Tappi i wspaniała przyjaźń (Zielona Sowa 2015)
Tappi i tajemnica bułeczek Bollego (Zielona Sowa 2018)
Tappi i tajemniczy gość (Zielona Sowa 2021)
O tym, jak na Szepczący Las padł czar (książka z wyborem; Zielona Sowa 2015)
Zagubieni
Zagubieni. Inwazja (Zielona Sowa 2013)
Zagubieni. Zwiad (Zielona Sowa 2014)
Zagubieni. Misja Ratunkowa (Zielona Sowa 2016)
Morza Wszeteczne
Morza Wszeteczne (Uroboros 2013)
Wyspy Plugawe (Uroboros 2015)
Zaułki St. Naarten (Wydawnictwo Sine Qua Non 2023)
Miasteczko Nonstead
Miasteczko Nonstead (Fabryka Słów 2012)
Hellware (Videograf 2020)
Pod Pękniętym Niebem
Dom pod Pękniętym Niebem (Zielona Sowa 2013)
Droga pod Pękniętym Niebem (Zielona Sowa 2014)
Wojna pod Pękniętym Niebem (Zielona Sowa 2015)
Przygody rycerza Valdemara
Worek pełen duchów (Wilga 2014)
Podskakujący zamek (Wilga 2014)
Hania i kudłaty pies
Hania i kudłaty pies. Ktoś-albo-Coś (Zielona Sowa 2023)
Hania i kudłaty pies. Miejsce nie z te ziemi (Zielona Sowa 2023)
Hania i kudłaty pies. Wojna z wiedźmą (Zielona Sowa 2023)
Opowieści ze Świetnika
Opowieści ze Świetnika (Wilga 2022)
Opowieści ze Świetnika 2 (Wilga 2022)
Drużyna Oka
Misja: foka szara (Zielona Sowa 2021)
Misja: wilk (Zielona Sowa 2022)
Misja: ryś (Zielona Sowa 2023)
Królewska Talia
Królewska Talia (Zielona Sowa 2017)
Trylogia maltańska
Maleficjum (Wydawnictwo Sine Qua Non 2023)
Dżin (Wydawnictwo Sine Qua Non 2024)
Targ dusz (Wydawnictwo Sine Qua Non 2025)
Inne
Listy lorda Bathursta (Fabryka Słów 2013)
Ostatni rycerz (Wilga 2013)
Projekt Mefisto (W.A.B. 2016)
Pas Ilmarinena (Wydawnictwo Sine Qua Non 2023)
Maleficjum (Wydawnictwo Sine Qua Non 2023)

### Opowiadania
- Smocze Nasienie – „Science Fiction” 31 (10/2003)
- 1410, czyli cała prawda o Grunwaldzie – „Fahrenheit” XXXII (2003)
- Czas bohaterów – „Science Fiction” 43 (10/2004), opowiadanie powiązane z powieścią Wojna runów
- Smok, dziewica i salwy burtowe – antologia Księga Smoków (Runa 2006)
- Antyplacebo – „Science Fiction, Fantasy i Horror” 51 (01/2010)
- Pasażer – „Science Fiction, Fantasy i Horror” 69 (07/2011)
- Impostorzy – antologia Strasznie mi się podobasz (Fabryka Słów 2011)
- Błędny Rycerz – opowiadanie promocyjne do gry komputerowej Risen 2: Mroczne wody (2012)
- Wieczór przed egzekucją – opublikowany na łamach internetowego portalu „Secretum” (2012) prolog do Listów lorda Bathursta, który nie znalazł się w finalnej wersji powieści
- Czytając w ogniu – antologia Science fiction po polsku 2 (PaperBack 2013)
- Zrzut – antologia Szepty (Wydawnictwo SQN 2022)

### Przekłady
- Patrick O’Brian HMS Surprise (Zysk i S-ka 2002)
- Patrick O’Brian Dowództwo na Mauritiusie (Zysk i S-ka 2003)
- Patrick O’Brian Pan i władca (Zysk i S-ka 2003)
- Patrick O’Brian Zapomniana wyspa (Zysk i S-ka 2004)
- Kathe Koja Włóczęga (Zysk i S-ka 2004)
- Kathe Koja Młody Budda (Zysk i S-ka 2005)
- Patrick O’Brian Wojenne losy (Zysk i S-ka 2006)
- Patrick O’Brian Mat lekarza pokładowego (Zysk i S-ka 2008)
- Peter V. Brett Malowany człowiek, tom 1 (Fabryka Słów 2008)
- Peter V. Brett Malowany człowiek, tom 2 (Fabryka Słów 2008)
- Patrick O’Brian Jońska misja (Zysk i S-ka 2009)
- Patrick O’Brian Port zdrady (Zysk i S-ka 2010)
- Peter V. Brett Pustynna Włócznia, tom 1 (Fabryka Słów 2010)
- Peter V. Brett Pustynna Włócznia, tom 2 (Fabryka Słów 2010)
- Antologia Wielka księga opowieści o czarodziejach, tom 1 (Fabryka Słów 2010)
- Antologia Wielka księga opowieści o czarodziejach, tom 2 (Fabryka Słów 2010)
- Steve Perry Człowiek, który nigdy nie chybiał (Fabryka Słów 2010)
- Steve Perry Matadora (Fabryka Słów 2010)
- Antologia Wielka księga fantastycznego humoru, tom 1 (Fabryka Słów 2011)
- Antologia Wielka księga fantastycznego humoru, tom 2 (Fabryka Słów 2011)
- Antologia Wielka księga ekstremalnego SF, tom 1 (Fabryka Słów 2011)
- Antologia Wielka księga ekstremalnego SF, tom 2 (Fabryka Słów 2011)
- Patrick O’Brian Druga strona medalu (Zysk i S-ka 2011)
- Marie Lu Legenda. Rebeliant (Zielona Sowa 2012)
- Marie Lu Legenda. Wybraniec (Zielona Sowa 2013)
- Peter V. Brett Wojna w blasku dnia, tom 1 (Fabryka Słów 2013)
- Peter V. Brett Wojna w blasku dnia, tom 2 (Fabryka Słów 2013)
- Sarah J. Maas Szklany tron (Uroboros 2013)
- Eoin Colfer P.R.A.S.K. Księga 1. Niechętny zabójca (W.A.B. 2013)
- Sarah J. Maas Zabójczyni i władca piratów (Uroboros 2013)
- Sarah J. Maas Zabójczyni i Czerwona Pustynia (Uroboros 2014)
- Marie Lu Legenda. Patriota (Zielona Sowa 2014)
- Sarah J. Maas Korona w mroku (Uroboros 2014)
- Sarah J. Maas Zabójczyni i podziemny świat (Uroboros 2014)
- Patrick O’Brian List kaperski (Zysk i S-ka 2014)
- Melissa Marr Przybysze (Uroboros 2015)
- Sarah J. Maas Zabójczyni i imperium Adarlanu (Uroboros 2015)
- James Luceno Tarkin (Uroboros 2015)

### Artykuły
- Drzwi do lasu („Magia i Miecz” 8/1996)
- Warhammer a storytelling („Magia i Miecz” 9/1996)
- Wsi spokojna, wsi wesoła („Magia i Miecz” 7-8/1997)
- Wszystkie drogi prowadzą do Liczyrzepy („Magia i Miecz” 10/1997)
- Krasnoludy nie gęsi („Magia i Miecz” 1/1998)
- Sesja („Magia i Miecz” 4/1998)
- Krew na nadmorskim piasku („Magia i Miecz” 9/1998)
- King Size („Magia i Miecz” 2/1999)
- Warhiwum X („Magia i Miecz” 7-8/1999)
- Krasnoludologia („Magia i Miecz” 10/1999)
- O końcu świata opowieść smętna („Magia i Miecz” 9/2000)
- Teraz ja o niekonwencji („Magia i Miecz” 10/2000)
- Nie będzie Kislev pluł nam w twarz („Portal” 8)
- Wczasy u wód („Portal” 11)
- Klucz do Świątyni Salomona („Portal” 12)
- Słońce, kurz i zakute łby („Portal” 13)
- Special Effects („Portal” 17)